# Келпіни (Великопольське воєводство)
Келпіни (пол. Kiełpiny) — село в Польщі, у гміні Седлець Вольштинського повіту Великопольського воєводства.
Населення — 651 особа (2011).
У 1975-1998 роках село належало до Зеленоґурського воєводства.

## Демографія
Демографічна структура станом на 31 березня 2011 року:
|          | Загалом | Допрацездатний вік | Працездатний вік | Постпрацездатний вік |
| -------- | ------- | ------------------ | ---------------- | -------------------- |
| Чоловіки | 308     | 67                 | 220              | 21                   |
| Жінки    | 343     | 85                 | 199              | 59                   |
| Разом    | 651     | 152                | 419              | 80                   |